# Bermuda ai XVI Giochi olimpici invernali
Bermuda partecipò ai XVI Giochi olimpici invernali, svoltisi ad Albertville, Francia, dall'8 al 23 febbraio 1992, con una delegazione di 1 atleta impegnato in una disciplina.